# إرنست س. بريس
إرنست س. بريس (بالإنجليزية: Ernest C. Brace) هو طيار أمريكي، ولد في 15 أغسطس 1931 في ديترويت في الولايات المتحدة، وتوفي في 5 ديسمبر 2014 في كلاماث فالز في الولايات المتحدة بسبب انصمام رئوي.